# Nova Belém
Nova Belém is een gemeente in de Braziliaanse deelstaat Minas Gerais. De gemeente telt 3.532 inwoners (schatting 2009).

## Aangrenzende gemeenten
De gemeente grenst aan Itabirinha, Mantena en Água Doce do Norte (ES).